# Pachyiulus fuscipes
Pachyiulus fuscipes är en mångfotingart som först beskrevs av Carl Ludwig Koch 1847.  Pachyiulus fuscipes ingår i släktet Pachyiulus och familjen kejsardubbelfotingar.

## Underarter
Arten delas in i följande underarter:
- P. f. altivagus
- P. f. arcadicus
- P. f. bosniensis
- P. f. idriensis
- P. f. krohnii
- P. f. leuconotus
- P. f. plasensis
- P. f. simplex